# 王瑋 (正德進士)
王瑋（1476年—？），字美中，應天府江浦縣籍，直隸當塗縣人，明朝政治人物。

## 生平
應天府鄉試第十六名舉人。正德六年（1511年）中式辛未科會試第七十七名，登第三甲第二十三名進士。

## 家族
曾祖王滿五；祖父王禎；父王良，曾任義官。母宋氏。具庆下。兄王瑄（贡士）。弟王瑭。